# Ayşegül Baybars
Ayşegül Baybars Kadri, mais conhecida como Ayşegül Baybars, (Magosa, 16 de Novembro de 1981) é uma política da República Turca de Chipre do Norte, atualmente exercendo o cargo de Ministra do Interior.

## Biografia
Ela estudou direito na Universidade de Marmara, em Istambul, Turquia. Advogada de profissão, se dedicou à política e se tornou um dos 51 membros fundadores do Halkın Partisi (Partido do Povo) estabelecido em 2016.
Baybars é ministra desde 2 de fevereiro de 2018. e é o membro mais jovem do governo de coalizão do Norte de Chipre.
Ayşegül Baybars é casada e tem um filho.